# Мур, Лонни
Лонни Мур (англ. Lonnie Moore, полное имя Lonnie Raymond Moore; 1920—1956) — лётчик ВВС США, майор, участник Второй мировой и Корейской войн.

## Биография
Родился 13 июля 1920 года в штате Техас в семье Джозефа Бенджамина (Joseph Benjamin Moore) и Лилли Тотен (Lillie Toten Moore) Мур.
Во время Второй мировой войны Мур был пилотом бомбардировщика B-26 Marauder 596-й бомбардировочной эскадрильи 397-го бомбардировочного крыла на европейском театре военных действий. Выполнил 54 вылета, дважды был сбит. В обоих случаях избежал плена и возвращался на службу. 2 декабря 1944 года весь экипаж бомбардировщика B-26G-5-MA (43-34290) покинул самолёт над французским муниципалитетом Ножан-сюр-Верниссон после того, как у него загорелся двигатель.
В послевоенное время Мур перешел в истребительную авиацию. В звании капитана был назначен в 1951 году на авиабазу Эглин, штат Флорида, в подразделение Air Proving Ground Command. Во время Корейской войны служил в 335-й истребительной эскадрильи 4-го истребительного крыла. Летал на модифицированном истребителе F-86F-2 Sabre, оснащенном пушкой M39 cannon. Совершил около ста боевых вылетов, уничтожив десять «МиГ-15». 30 апреля 1953 года был вынужден катапультироваться из вышедшего из строя F-86F-2 (51-2803) и приводнился в Жёлтое море. Был спасён вертолетом YH-19 563-й спасательной группой.
В конце 1953 года Лонни Мур вернулся в США на авиабазу Эглин. Служил главным руководителем проекта Air Force Operational Test Centerпо испытаниям эксплуатационной пригодности первого сверхзвукового реактивного истребителя ВВС США F-100A Super Sabre и F-100C Super Sabre. С апреля 1955 года стал старшим руководителем проекта.
Погиб 10 января 1956 года в результате крушения при взлете на F-101A-15-MC Voodoo (53-2443) с авиабазы Эглин. Мур совершал первый полет на истребителе новой конструкции, когда самолёт накренился и разбился в центре аэродрома сразу после того, как взлетел в воздух; при падении загорелся.
Лонни Мур был похоронен на кладбище Fort Sam Houston National Cemetery в Сан-Антонио, штат Техас. Его пережила жена — Билли Женева Мур (Billie Geneva Moore, 1920—2007) и пятеро детей.
В числе многих наград Лонни Мура: крест «За выдающиеся заслуги» и крест «Лётных заслуг», «Серебряная звезда», «Бронзовая звезда» и медаль «Военно-воздушных сил».